# Platyplectrus cadaverosus
Platyplectrus cadaverosus är en stekelart som först beskrevs av Girault 1928.  Platyplectrus cadaverosus ingår i släktet Platyplectrus och familjen finglanssteklar. Inga underarter finns listade i Catalogue of Life.